# Restaurante Panorâmico de Monsanto

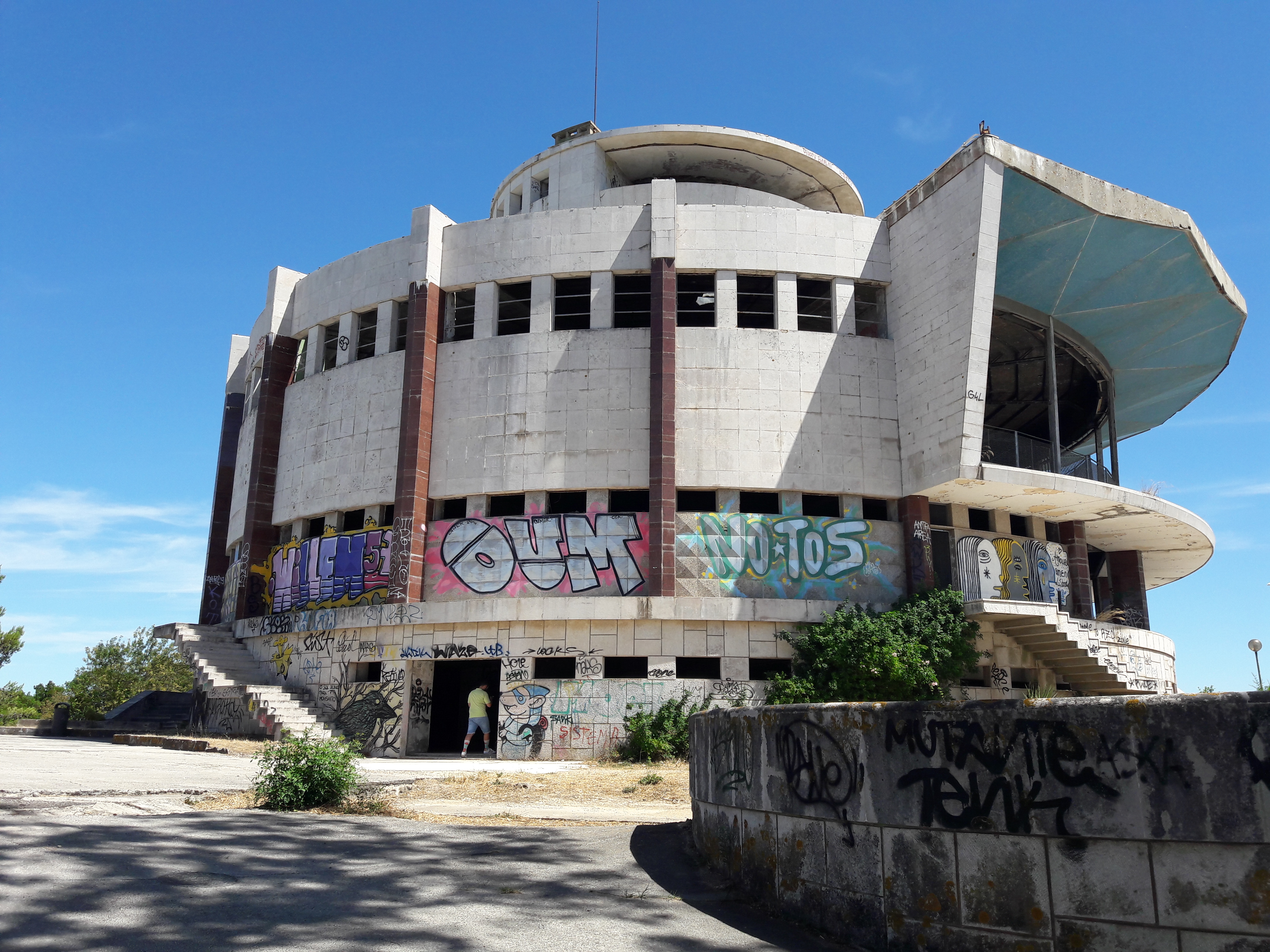
Miradouro Panorâmico de Monsanto, em Agosto de 2018.

O Restaurante Panorâmico de Monsanto é um edifício localizado nos Montes Claros, em Monsanto, Lisboa, construído no Estado Novo. O edifício é da autoria do arquitecto Chaves Costa.
Trata-se de um edifício circular, com um raio de 16 metros, cinco pisos e uma vista panorâmica de 270 graus.
Após décadas de abandono, foi convertido num Miradouro municipal.

## História
Inicialmente concebido por Keil do Amaral na década de 1930, foi mandando construir pelo general França Borges, presidente da Câmara Municipal de Lisboa, em 1961. Este escolheu o arquitecto Chaves Costa para desenhar a obra.
Em 1964 a estrutura de betão armado começa a ser construída e terminada em 1967. Em termos decorativos recebeu:
- Painel cerâmico de Manuela Madureira sobre "Figuras e Cenas da Cidade de Lisboa" (frequentemente atribuído erradamente a Querubim Lapa), em 1965.
- Pintura mural, da autoria de Luís Dourdil.
- Painel de azulejos com imagens de Lisboa antes do terramoto de 1755 da ceramista Manuela Ribeiro Soares.
- Baixo relevo em granito da escultora Maria Teresa Quirino da Fonseca.

O projecto integrava um restaurante, com serviços de apoio, uma esplanada-café, miradouro, salão de banquetes e várias instalações complementares. A inauguração do restaurante deu-se em 1970 mas o seu funcionamento dá-se de forma intermitente. Vai recebendo eventos esporádicos, onde chega a receber 600 pessoas.